# Turkmenistán na Letních olympijských hrách 2016
Turkmenistán na Letních olympijských hrách 2016 v Rio de Janeiru reprezentovalo 10 sportovců, z toho 4 muži a 5 žen. Reprezentanti nevybojovali žádnou medaili.